# Ивановский сельсовет (городской округ Семёновский)
Ивановский сельсове́т — административно-территориальное образование, подчинённое городу областного значения Семёнов в Нижегородской области Российской Федерации. 
В рамках организации местного самоуправления территория сельсовета входит в  городской округ Семёновский. С 2004 до 2011 года сельсовет как муниципальное образование имел статус сельского поселения в составе Семёновского муниципального района.
В рамках административно-территориального устройства сельсовет до 2011 года входил в Семёновский район Нижегородской области.
Административный центр сельсовета — деревня Фундриково.

## Населённые пункты
В сельсовет входят 19 населённых пунктов:
| №  | Населённый пункт | Тип     | Население |
| -- | ---------------- | ------- | --------- |
| 1  | Анниковка        | деревня | ↘52       |
| 2  | Бутаки           | деревня | ↘9        |
| 3  | Донское          | деревня | ↘90       |
| 4  | Елистратиха      | деревня | ↘8        |
| 5  | Журавижное       | деревня | →0        |
| 6  | Зарубино         | деревня | ↘34       |
| 7  | Ивановское       | деревня | ↘71       |
| 8  | Ключи            | деревня | ↘15       |
| 9  | Малиновка        | деревня | →0        |
| 10 | Марково          | деревня | ↘0        |
| 11 | Осинки           | посёлок | ↘23       |
| 12 | Перелаз          | деревня | ↘127      |
| 13 | Полом            | деревня | ↘320      |
| 14 | Починок Крутых   | деревня | →0        |
| 15 | Соколово         | деревня | ↘27       |
| 16 | Татарка          | деревня | ↘95       |
| 17 | Улангерь         | деревня | ↗2        |
| 18 | Фундриково       | деревня | ↗224      |
| 19 | Яндовы           | деревня | ↘61       |

## Примечание
1. 1 2  Реестр административно-территориальных образований, городских и сельских населенных пунктов Нижегородской области на 1 января 2022 г. Об утверждении Реестра административно-территориальных образований, городских и сельских населённых пунктов Нижегородской области. Дата обращения: 26 декабря 2022. Архивировано 6 декабря 2022 года.
2. 1 2 3 4 5 6 7 8 9 10 11 12 13 14 15 16 17 18 19  Всероссийская перепись населения 2010 года. Численность и размещение населения Нижегородской области